# Campeonato Paraense de Remo
O Campeonato Paraense de Remo é uma competição realizada entre clubes do estado do Pará, organizada pela Federação Paraense de Remo, (Fábio Salgado como Presidente e Délcio Nonato e Fernando Melo como Vice-Presidentes) que ocorre tradicionalmente na Baía do Guajará, Estação das Docas (Belém-PA).

## Edição de 2022

### Participantes
- Associação Guajará Remo
- Paysandu Sport Club
- Tuna Luso Brasileira